# David Svensson (författare)
David Svensson (Dawid Suendsøn) är en författare till ett juridiskt arbete, Breviarium juridicum Hallandicum, utgiven 1648. I övrigt är mycket lite känt om honom.
Då Halland vid freden i Brömsebro 1645 tillföll Sverige på 30 år och dansk lag under tiden skulle fortsätta gälla i landskapet, beslutade generalguvernören Caspar Otto Sperling våren 1646 att ge David Svensson i uppdrag att utarbeta en handbok över den danska rättegångsordningen som hjälp till de svenska ämbetsmännen i landskapet. Sperling blev mycket nöjd med arbetet och gav därför David Svensson uppdrag att utöka arbetet och lägga till en avdelning innehållande de danska adelsmännens privilegier. Av skriften som stod färdig 1648 framgår att han avsett att låta trycka arbetet, och även planerat det för fortsatta utökningar. Arbetet kom dock att tryckas först 1895 genom Aksel Anderssons försorg. 
Om David Svensson vet man annars bara det lilla som framgår av hans skrift. Han var en ung ämbetsman med personliga erfarenheter inom det juridiska området. Han har tillgodogjort sig information från tyska och latinska juridiska skrifter som refereras i verket. Av språket att döma var han dansk. Han var även bosatt i Halmstad och troligen hallänning, då han visat sig insatt i specifik halländsk rättskiping och räknar flera halländska prostar till sina vänner.